# Ułowo
Ułowo [uˈwɔvɔ] (tiếng Đức: Auhof)  là một ngôi làng ở quận hành chính của Gmina Braniewo, trong huyện Braniewski, Warmińsko-Mazurskie, ở miền bắc Ba Lan, gần biên giới với Kaliningrad của Nga. Nó nằm khoảng 4 kilômét (2 mi)   phía tây bắc Braniewo và 83 km (52 mi) phía tây bắc của thủ đô khu vực Olsztyn.
Ngôi làng có dân số là 159 người.